# Mélissa Gomes
Mélissa Gomes (Nogent-sur-Marne, Francia; 27 de abril de 1994) es una futbolista portuguesa nacida en Francia. Juega de delantera y su equipo actual es el F. C. Girondins de Burdeos de la Division 1 Féminine.

## Trayectoria
Formada en las inferiores del Juvisy-sur-Orge, Gomes debutó por el primer equipo el 6 de noviembre de 2013 en la victoria por 3-1 ante el Rodez.
El 2 de julio de 2021, fichó por el F. C. Girondins de Burdeos por dos años.

## Selección nacional
Nacida en Francia, Gomes representa a Portugal a nivel internacional. Debutó por la selección de Portugal el 26 de septiembre de 2013 ante Grecia.
Ella jugó por la Selección de fútbol playa de Portugal en la Copa Europea de Fútbol Playa de 2016.

## Clubes
| Club                       | País    | Año           |
| -------------------------- | ------- | ------------- |
| Juvisy-sur-Orge            | Francia | 2013-2014     |
| VGA Saint-Maur             | Francia | 2014-2017     |
| Stade de Reims             | Francia | 2017-2021     |
| F. C. Girondins de Burdeos | Francia | 2021-presente |